# Алюминат бериллия
Алюминат бериллия — неорганическое соединение, 
сложный оксид бериллия и алюминия с формулой BeAl2O4,
бесцветные кристаллы,
не растворяется в воде.

## Получение
- В природе встречается редкий минерал хризоберилл — BeAl2O4 с незначительными примесями.

- Синтетический хризоберилл получен сплавлением Al2О3, ВеО, Н3ВО3 и СаСО3 с различными примесями, а также при реакции AlF3, BeF3 и В2O3 при белом калении.

- Сплавление оксидов бериллия и алюминия [1]:

{\displaystyle {\mathsf {BeO+Al_{2}O_{3}\ {\xrightarrow {\approx 1850^{o}C}}\ BeAl_{2}O_{4}}}}

## Физические свойства
Алюминат бериллия образует бесцветные кристаллы
ромбической сингонии,
пространственная группа P mmb,
параметры ячейки a = 0,5470 нм, b = 0,9390 нм, c = 0,4420 нм, Z = 4.
Алюминат бериллия также образует кристаллы другой модификации:
гексагональная сингония,
пространственная группа P 6222,
параметры ячейки a = 0,5209 нм, c = 0,8761 нм, Z = 2.
Не растворяется в воде.

## Применение
- В лазерной технике алюминат бериллия применяют для изготовления твердотельных излучателей (стержней, пластин).